# Ендрю Філдінг Гакслі
Е́ндрю Фі́лдінг Га́кслі, сер (англ. Sir Andrew Fielding Huxley, 22 листопада 1917, Лондон, Велика Британія — 30 травня 2012) — англійський фізіолог, лауреат Нобелівської премії (1963).

## Біографічні дані
Ендрю Філдінг Гакслі походить із знаменитої британської родини Гакслі; він — син письменника Леонарда Гакслі, онук Томаса-Генрі Гакслі, зведений брат Джуліана і Олдоса Гакслі .
Е. Ф. Гакслі закінчив Триніті-коледж (1938).
З 1955 року є членом Лондонського королівського товариства.
З 1960 року Е. Ф. Гакслі — професор фізіологічного відділення університетського Триніті-коледжу (англ. Trinity College)
в Лондоні.
У 1961 році читав лекції з нейрофізіології у Київському державному університеті згідно програми обміну професорами між СРСР та Великою Британією.
В 1963 році спільно з Годжкіном і Екклсом отримав Нобелівську премію з медицини та фізіології «за відкриття, що стосуються іонних механізмів збудження і тамування в периферійних і центральних ділянках нервових клітин».
12 листопада 1974 року Е. Ф. Гакслі королевою Великої Британії Єлизаветою ІІ було посвячено у лицарі.
Сер Ендрю Філдінг Гакслі 11 листопада 1983 року був нагороджений Орденом за заслуги.

## Наукова діяльність
Е. Ф. Гакслі створив теорію м'язового скорочення (1957), описав тонку структуру міофібрил.
Вчений досліджував синапси нервових волокон і фізико-хімічні зміни при передаванні нервового імпульсу.